# Aeroporto di Khasab
L'Aeroporto di Khasab (in arabo مطار خصب) (IATA: KHS, ICAO: OOKB) è un aeroporto dell'Sultanato dell'Oman, nella penisola exclave di Musandam. Situato in una valle a sud dell'abitato con una pista orientata 01/19 e lunga 2500m, è al servizio della città portuale che sorge sullo stretto di Hormuz.

## Storia
Le prime notizie riguardo l'aeroporto di Khasab risalgono al 1993 quando con la nascita di Oman Air venne istituito il volo Mascate-Khasab. L'aeroporto è il principale collegamento della exclave con la capitale Mascate. Fino al 2014, è stato il terzo scalo per traffico passeggeri dell'Oman essendo servito da voli giornalieri operati dalla compagnia di bandiera con un Embraer 175. Il volo tra la capitale e l'aeroporto di Khasab dura circa 65 minuti.